# Waldyr Fochi Endsfeldz
Waldyr Fochi Endsfeldz (Pirassununga, 7 de junho de 1925 - Vinhedo, 15 de outubro de 2005) foi um orquidófilo brasileiro.
Endsfeldz foi editor da revista mensal "O Mundo das Orquídeas", da "Editora On Line", de circulação nacional e um dos fundadores da "CAO-VIVA", Clube dos Amigos da Orquídea de Vinhedo-Valinhos. Durante oito anos manteve uma coluna sobre orquídeas no jornal Folha de S.Paulo e colaborou com Guido Pabst na edição de seu livro Orchidaceae Brasiliensis.
Foi um grande entusiasta das orquídeas, andava sempre em busca de novas espécies. Foi descobridor de seis novas espécies ou variedades brasileiras, até então desconhecidas, das quais uma leva seu nome, a Hoffmannseggella endsfeldzii. Cultivou orquídeas por mais de 50 anos e possuía uma coleção de mais de duas mil orquídeas em seu sítio.

## Outra coisa
- Boletim da Coordenadoria das Associações Orquidófilas do Brasil vol.60, p 128. Dezembro de 2005.